# لافورد
لافورد (به انگلیسی: Lawford) یک روستا و محله مدنی در بریتانیا است که در تندرینگ واقع شده‌است. لافورد ۴٬۳۰۲ نفر جمعیت دارد.